# 梅田ロフト
梅田ロフト（うめだロフト）は、大阪府大阪市北区梅田にあるロフトが運営する商業施設である。

## 概要
1990年（平成2年）4月19日に大阪市北区茶屋町にて開業。開業と同時に地下に東京テアトル系列のミニシアター「テアトル梅田」もオープンしたが、2022年（令和4年）9月30日に閉館し、2024年（令和6年）4月19日に新たに梅田スカイビルで移転オープンした。
2011年（平成23年）10月5日にリニューアルオープン。リニューアルの際には立地している梅田と茶屋町を組み合わせた「梅茶」「梅茶人」をキーワードに、個性的で次世代的な店舗を目指した。
2024年（令和6年）9月18日、2025年春に現店舗での営業を終了し、同じ大阪・キタエリア内で移転オープンすることが発表された。
2025年（令和7年）4月30日、予定どおり茶屋町での営業を終了し、同年5月21日に阪神百貨店梅田本店6階に移転・オープンした。
移転前のビルに掲示されている大規模小売店舗法に基づく第一種大規模小売店舗のプレートには、設置者が「株式会社 MBSメディアホールディングス」で、表示年月日が「昭和63年9月30日」となっているが、設置時点ではまだ持株会社化前の「株式会社 毎日放送」（2025年現在のMBSメディアホールディングスに相当する旧法人）だったため、後年に付け替えられたものと思われる。

## 沿革

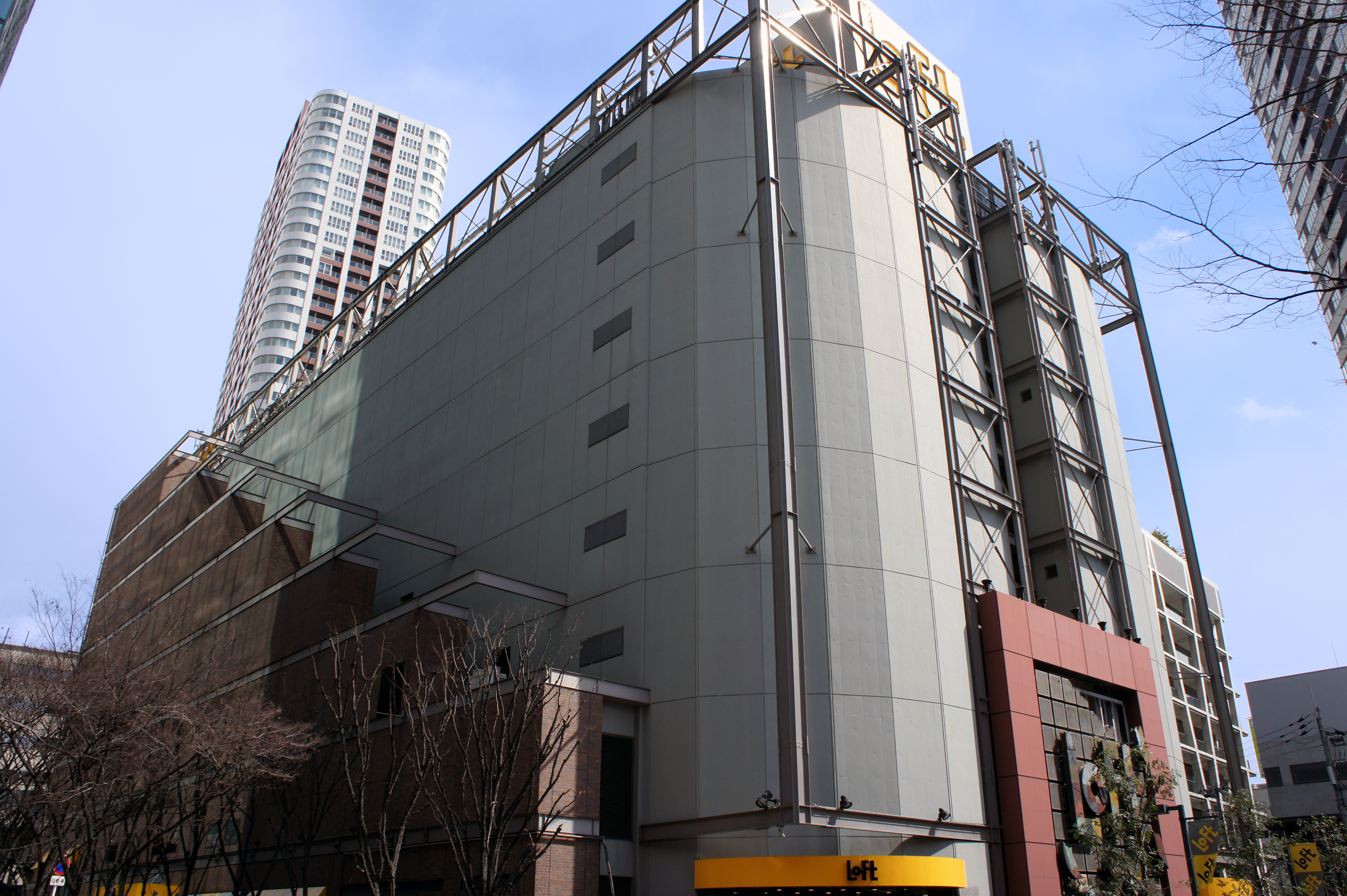
旧・梅田ロフト（茶屋町）

- 1990年（平成2年）4月19日 - 開業。地下に東京テアトル系列のミニシアター「テアトル梅田」が同時に開業[3]
- 2011年（平成23年）10月5日 - リニューアルオープン[3]
- 2022年（令和4年）9月30日 - ミニシアター「テアトル梅田」が閉館[3]
- 2024年（令和6年）4月19日 - ミニシアター「テアトル梅田」が梅田スカイビルに移転[3][注釈 1]
- 2025年（令和7年）
  - 4月30日 - 茶屋町での営業を終了
  - 5月21日 - 阪神百貨店梅田本店6階に移転・オープン

## 交通
※出典：
- 阪神電気鉄道「大阪梅田駅」より徒歩で約1分。
- Osaka Metro 御堂筋線「梅田駅」より徒歩で約1分。
- JR「大阪駅」より徒歩で約2分。
- 阪急電鉄「大阪梅田駅」より徒歩で約5分。